# Holotrichia ochrogaster
Holotrichia ochrogaster är en skalbaggsart som beskrevs av Bates 1891. Holotrichia ochrogaster ingår i släktet Holotrichia och familjen Melolonthidae. Inga underarter finns listade i Catalogue of Life.